# Oenochroma simplex
Oenochroma simplex är en fjärilsart som beskrevs av W. Warren 1897. Oenochroma simplex ingår i släktet Oenochroma och familjen mätare. Inga underarter finns listade i Catalogue of Life.